# 1979 في تركيا
فيما يلي قوائم الأحداث التي وقعت خلال عام 1979 في تركيا.

## سياسة

### انتهاء فترة المنصب
- 12 نوفمبر – بولنت أجاويد رئيس وزراء تركيا.

## مواليد

### يناير
- 2 يناير – تشاغلا شيكال ممثلة تركية.
- 2 يناير – مصطفى أبي لاعب كرة سلة تركي.
- 13 يناير – نيلاي كارتالتيبي لاعبة كرة سلة تركية.
- 23 يناير – سيفينش غورسين أكيلدز ممثلة تركية.[1]

### فبراير
- 9 فبراير – إنانتش كوتش لاعب كرة سلة تركي.
- 12 فبراير – بينار أيدينلار مغنية تركية.
- 17 فبراير – سونغول أودان ممثلة تركية.
- 23 فبراير – ساري كومرال لاعبة كرة سلة تركية.

### مارس
- 19 مارس – هيدو توركوغلو لاعب كرة سلة تركي.[2]

### أبريل
- 2 أبريل – اسلي تاندوغان ممثلة تركية.
- 5 أبريل – إرديم تورتكن لاعب كرة سلة تركي.
- 13 أبريل – مراد يلديريم ممثل تركي.
- 14 أبريل – كرم تونتشري لاعب كرة سلة تركي.
- 20 أبريل – فاتح شاهين سياسي تركي.
- 22 أبريل – نديم يوجيل لاعب كرة سلة تركي.
- 23 أبريل – بينغو مغنية تركية.
- 23 أبريل – كعان طاشانر ممثل تركي.
- 29 أبريل – نيهان أناز لاعبة كرة سلة تركية.

### مايو
- 3 مايو – بولات كوجولو لاعب كرة سلة تركي.
- 5 مايو – إفريم ألاسيا
- 26 مايو – محمد أوكور لاعب كرة سلة تركي.

### يونيو
- 25 يونيو – أيدلجا[3]

### يوليو
- 23 يوليو – محمد عاكف الاكورت
- 26 يوليو – إنجين التان دوزياتان ممثل تركي.

### أغسطس
- 1 أغسطس – زينب بيشرلير ممثلة تركية.[4]
- 13 أغسطس – أحمد رضا قورقت ممثل تركي.

### سبتمبر
- 9 سبتمبر – جوكتشا مغنية تركية.[5]
- 27 سبتمبر – أصلي جونجور مغنية تركية.

### نوفمبر
- 8 نوفمبر – آدم أورين لاعب كرة سلة تركي.
- 16 نوفمبر – تشالا كوبات[6]
- 23 نوفمبر – نهاد قهوجي لاعب كرة قدم تركي.[7]
- 29 نوفمبر – جوخان أوزن مغني تركي.

## وفيات

### ديسمبر
- 13 ديسمبر – بهجت نجاتيكل (مواليد 1916)[8]